# シマハイエナ
シマハイエナ（縞鬣犬、Hyaena hyaena）は、ハイエナ科シマハイエナ属（ハイエナ属）に分類されるハイエナ。現生種では本種のみでシマハイエナ属を構成する（単型）説もある。シマハイエナ属はハイエナ科の模式属。特定動物。

## 分布
現生のハイエナ科の構成種では唯一ユーラシア大陸にも分布する。
アゼルバイジャン、アフガニスタン、アラブ首長国連邦、アルジェリア、アルメニア、イエメン、イスラエル、イラク、イラン、インド、ウズベキスタン、エジプト、エチオピア、オマーン、カメルーン、グルジア、ケニア、サウジアラビア、ジブチ、ジョージア、シリア、セネガル、タジキスタン、タンザニア、チャド、チュニジア、トルコ、ナイジェリア、ニジェール、ネパール、パキスタン、ブルキナファソ、マリ共和国、モーリタニア、モロッコ、ヨルダン、リビア、レバノン、西サハラ

## 形態
体長100–120センチメートル、尾長25–45センチメートル、体重25–55キログラム。全身は白や淡黄色の体毛で覆われ、黒い横縞が入る。背面に暗色の長い鬣が生える。
外耳は大きく先端は尖る。乳首の数は6。

## 分類
Wozencraft (2005) は亜種を認めていない。Koepfli et al. (2006) によるハイエナ科の分子系統解析では、カッショクハイエナと姉妹群を形成するという結果が得られている。

## 生態

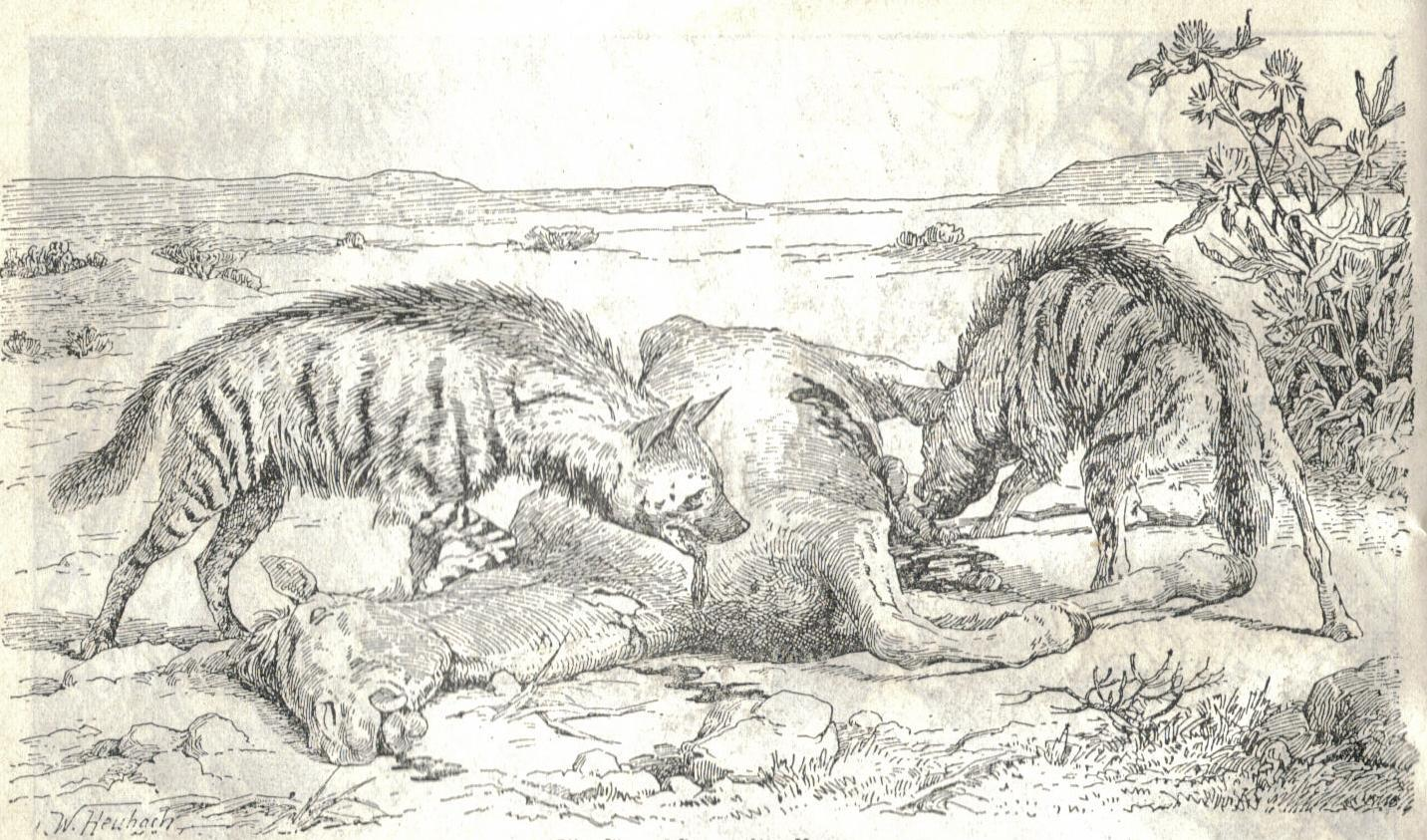
イラスト

草原等に生息する。通常は群れは形成せず、単独で生活する。夜行性で、昼間は岩の隙間等で休む。広い縄張りを持ち、その中を徘徊しながら獲物を探す。危険を感じると、全身の毛を逆立て体を大きく見せることで威嚇をする。
食性は動物食の強い雑食で、動物の死骸や昆虫類、甲殻類、魚類、小型爬虫類、鳥類やその卵、果実等を食べる。成獣は血縁関係のある幼獣に食物を運ぶ。
繁殖形態は胎生で、1回に2-4頭の幼獣を産む。妊娠期間は約84日。授乳期間は12ヶ月程。

## 人間との関係
獲物が少ない場合は家畜を襲うこともある。
開発による生息地の減少や、害獣としての駆除等により生息数は減少している。
シマハイエナはレバノンの国獣である。

## その他
ブチハイエナ、カッショクハイエナと違ってヒョウより体が小さくて東アフリカでもヒョウに勝つことができない。